# Cambeses do Rio
Cambeses do Rio é uma povoação portuguesa do Município de Montalegre que foi sede da extinta Freguesia de Cambeses do Rio, freguesia que tinha 15,02 km² de área e 130 habitantes (2011), e, por isso, uma densidade populacional de 8,7 hab/km².
A Freguesia de Cambeses do Rio foi extinta (agregada) pela reorganização administrativa de 2012/2013, tendo o seu território sido agregado ao das Freguesias de Donões e de Mourilhe para criar a União de Freguesias de Cambeses do Rio, Donões e Mourilhe.
É a terra natal do Padre Fontes.

## População
| Número de habitantes | Número de habitantes | Número de habitantes | Número de habitantes | Número de habitantes | Número de habitantes | Número de habitantes | Número de habitantes | Número de habitantes | Número de habitantes | Número de habitantes | Número de habitantes | Número de habitantes | Número de habitantes | Número de habitantes |
| -------------------- | -------------------- | -------------------- | -------------------- | -------------------- | -------------------- | -------------------- | -------------------- | -------------------- | -------------------- | -------------------- | -------------------- | -------------------- | -------------------- | -------------------- |
| 1864                 | 1878                 | 1890                 | 1900                 | 1911                 | 1920                 | 1930                 | 1940                 | 1950                 | 1960                 | 1970                 | 1981                 | 1991                 | 2001                 | 2011                 |
| 415                  | 421                  | 428                  | 423                  | 470                  | 454                  | 412                  | 486                  | 560                  | 511                  | 387                  | 305                  | 210                  | 141                  | 130                  |

(Obs.: Número de habitantes "residentes", ou seja, que tinham a residência oficial neste concelho à data em que os censos  se realizaram.)